# Nová Bystřice
Nová Bystřice é uma cidade checa localizada na região da Boêmia do Sul, distrito de Jindřichův Hradec.